# Ceyx erithaca
Guarda-rios-pigmeu-oriental ou martim-pigmeu-oriental (Ceyx erithaca) é uma espécie de ave da família Alcedinidae.
Pode ser encontrada nos seguintes países: Bangladesh, Butão, Brunei, Camboja, China, Índia, Indonésia, Laos, Malásia, Myanmar, Singapura, Sri Lanka, Tailândia e Vietname.